# Guido Van Meel
Guido Van Meel (* 5. März 1952 in Kalmthout) ist ein ehemaliger belgischer Radrennfahrer und nationaler Meister im Radsport.

## Sportliche Laufbahn
Van Meel war Bahnradsportler. Sein bedeutendster Erfolg war der Gewinn der Silbermedaille bei den UCI-Bahn-Weltmeisterschaften im Steherrennen der Amateure 1979. Er wurde hinter seinem Schrittmacher Paul Depaepe Zweiter des Finales hinter Mattheus Pronk.
1979 gewann er die nationale Meisterschaft in der Mannschaftsverfolgung. Mit ihm gewannen Rudi Vanderveken, Walter Huybrechts und Etienne Ilegems den Titel. Auch im Meisterschaftsrennen im Zweier-Mannschaftsfahren war er erfolgreich. Mit Etienne Ilegems als Partner holte er den Titel. Eine weitere Goldmedaille gewann er in der nationalen Meisterschaft im Steherrennen.
Mit Illegems siegte er 1980 erneut im Meisterschaftsrennen im Zweier-Mannschaftsfahren. Dazu kamen die Titel im Steherrennen, im Dernyrennen und gemeinsam mit Etienne Ilegems, André De Raet und Jozef Simons in der Mannschaftsverfolgung. In der Saison 1981 wurde er erneut Meister im Dernyrennen, 1982 im Zweier-Mannschaftsfahren mit Diederik Foubert als Partner. Seinen letzten nationalen Titel gewann er 1983 in der Mannschaftsverfolgung.
Von 1977 bis 1983 gewann er noch weitere Silber- und Bronzemedaillen in den Meisterschaftsrennen auf der Bahn.